# Muntok (onderdistrict)
Muntok (Mentok) is een onderdistrict (kecamatan) van het Regentschap West-Bangka in het noorden van de Indonesische provincie Bangka-Belitung.

## Verdere onderverdeling
Het onderdistrict Muntok (Mentok) heeft anno 2010 behalve Muntok, zeven kelurahan (plaatsen, dorpen of wijken):
- Air Belo
- Air Limau
- Air Putih
- Belo Laut
- Sungai Baru
- Sungai Daeng
- Tanjung